# Prophecy (Stargate SG-1)
Prophecy (Profecía) es el vigésimo primer episodio de la sexta temporada de la serie de televisión de ciencia ficción Stargate SG-1, y el episodio Nº 131 de toda la serie.

## Trama
Durante una cena con los pobres habitantes de P4S-237, su líder, Ellori, revela al SG-1 que su mundo perteneció a Ba'al y que extrajeron Naquadah para él hasta que este se hizo escaso. Sin embargo aun deben dar Naquadah al sirviente de Baal, Mot. También mencionan una antigua profecía sobre como 4 viajeros llegan y derrotan a los falsos Dioses. Mientras comen, Jonas tiene una extraña visión, que pronto se hace realidad. Luego, Jonas se desmaya.
En el SGC, Fraiser avisa a Hammond que ha encontrado una extraña actividad en el cerebro de Jonas. Durante una reunión el SG-1 informa a Hammond acerca de la situación del planeta y que planean liberar a esa gente. En tanto, Jonas tiene otra visión que sucede como tal como la vio. Él habla con Carter sobre esto, pero ella le dice que ver el futuro es científicamente imposible. Fraiser después informa a Hammond que ha encontrado un posible tumor en el cerebro de Jonas, por lo que es suspendido de la misión. La llegada de una Tok'ra llamada Cyna también es vista por Jonas. Cyna informa sobre la situación de los Señores del Sistema, en especial de Ba'al.
Más tarde, Jonas sugiere que Nirrti quizás sea la responsable por sus visones y Fraiser advierte a Hammond que el tumor podría matar a Jonas. En tanto, este tiene una visión donde Carter sale lastimada, por lo que le pide permanecer en la base y ella accede.
El SG-1 y 15 viajan al planeta donde les explican a los habitantes sobre el plan. Sin embargo uno de ellos, llamado Chazen, va al bosque y utiliza un dispositivo de comunicación Goa'uld. En el SGC, Carter sufre un accidente, tal como Jonas lo predijo. Aunque él se disculpa, Carter sabe que solo lo dijo para protegerla. En el planeta, mientras SG-1 habla con Ellori, una nave Goa'uld aparece y Chazen los aturde usando una granada paralizante. En la Tierra, Fraiser encuentra a Jonas desmayado en el laboratorio.
O'Neill es encarcelado y Lord Mot lo amenaza con torturar a los aldeanos si no le da la combinación para abrir el iris del SGC. En la base, Jonas tiene otra visión sobre un ataque Goa'uld al SGC, que resulta en una gran explosión. 
Él advierte a Hammond del peligro y decide concentrarse para obtener más información. En tanto, los equipos SG son liberados por la hija de Ellori. Mediante meditación, Jonas logra averiguar como los equipos SG son asesinados en el planeta y se lo dice a Carter antes de someterse a una urgente cirugía. Ella y Hammond intentan advertir a O'Neill sobre la emboscada, pero Chazen intercepta el mensaje solo para descubrir que los prisioneros han escapado.
En el Portal, los equipos SG logran descubrir la emboscada Jaffa, mientras Mot intenta matar a Chazen por haber hecho sonar la alarma, alertando a los Tau'ri del peligro, sin embargo, la hija de Ellori logra mata a Mot. 
Por otro lado, los doctores logran quitar con éxito el tumor en Jonas. Cuando el Portal se activa, Hammond refuerza la seguridad en la sala, preparándose para cualquier amenaza. El Iris se abre y los equipo SG finalmente pasan por el Portal. O'Neill solicita a Hammond regresar al planeta con refuerzos. El SG-1 más adelante va a visitar a Jonas a la enfermería y le comentan sobre el éxito de la misión. Jonas termina hablando con Carter sobre lo inexplicable de sus visiones y la profecía hecho en aquel planeta hace milenios.

## Artistas invitados
- Teryl Rothery como la Dra. Fraiser
- Thomas Kopache como Ellori.
- Tom Scholte como Chazen.
- Victor Talmadge como Mot.
- Sarah Edmondson como Natania.
- Rob Lee como el Mayor Pierce.
- Johannah Newmarch como Sina.
- Dan Shea como el Sargento Siler.
- Brendan McClarty como Sendear.
- Karin Konoval como la Dra. Van Deusen.
- Gary Jones como Walter Harriman Davis.[4]
- Karen Van Blankenstein como Enfermera.[4]